# Nazaret (Lanzarote)
Nazaret is een plaats in de gemeente Teguise op het Spaanse eiland Lanzarote. Het dorp telt ongeveer 990 inwoners. 
Het Museo Lagomar (verwijst naar Omar Sharif) ligt in deze plaats.

## Verkeer en vervoer
De LZ-10 loopt ten westen van het dorp.